# Patrick Jay Hurley
Patrick Jay Hurley (Territorio indiano, 8 gennaio 1883 – Santa Fe, 30 luglio 1963) è stato un politico statunitense.

## Biografia
Fu il cinquantunesimo segretario alla Guerra degli Stati Uniti,  sotto il presidente degli Stati Uniti d'America Herbert Hoover (31º presidente).
Dopo aver frequentato la George Washington University, iniziò a fare pratica in legge ad Oklahoma nel 1908. Fu colonnello durante la prima guerra mondiale